# Бржозовский, Станислав Антонович
Станисла́в Анто́нович Бржозо́вский (1863 — дата смерти неизвестна, 1930-е гг.) — русский архитектор, работавший на железные дороги, автор шедевра стиля модерн — Витебского вокзала в Санкт-Петербурге и Рижского вокзала в Москве. Академик архитектуры Императорской академии художеств.

## Биография
Окончил Императорскую академию художеств в 1889 году со званием классного художника архитектуры 1-й степени. В 1895 году Бржозовскому было присвоено звание академика архитектуры.
В течение всей профессиональной деятельности до 1917 года Бржозовский — архитектор железных дорог (Владикавказской, Николаевской, Московско-Виндаво-Рыбинской и др.). Один из немногих архитекторов-железнодорожников, получивших полноценную художественную подготовку (большинство товарищей Бржозовского — выпускники Института гражданских инженеров). Из «общегражданских» построек архитектора известно только здание Международного коммерческого банка на Невском, 58 (1896—1898, совместно с С. И. Кербедзом).
В 1890-е гг. строит вокзал и сортировочную станцию в Царском Селе. В 1898—1899 годах проектирует Виндавский (ныне Рижский) вокзал в Москве в традиционных формах русской эклектики. Проект был реализован в 1902 году под управлением Ю. Ф. Дидерихса, которому тогда не было и тридцати лет. Впоследствии строил павильоны станций Рижского направления, в том числе уничтоженный в 1980-е гг. памятник модерна — здание станции Покровское-Стрешнево.
В 1890 г. перестроил вокзал в Новороссийске.
В 1900 году архитектор выиграл публичный конкурс проектов Витебского вокзала с решением, отдалённо напоминающим работы Отто Вагнера; построенное в 1904 году здание объединяет черты и вагнеровского стиля, и франко-бельгийского модерна — в интерьерах, где соавтором Бржозовского выступил 25-летний С. И. Минаш.
В 1920-е гг. работал в Костроме.

## Проекты и постройки
- Здание Международного коммерческого банка, при участии С. И. Кербедза (1896—1898, Санкт-Петербург, Невский проспект, 58);
- Виндавский (Рижский) вокзал Московско-Виндаво-Рыбинской железной дороги, проектировал, строил Ю. Ф. Дидерихс, наблюдал за строительством Ф. О. Дворжецкий-Богданович (1899—1902, Москва, Рижская площадь, 2);
- Перестройка здания вокзала (1890-е, Новороссийск);
- Вокзал и сооружения сортировочной станции (1890-е, Царское Село);
- Царскосельский (Витебский) вокзал Московско-Виндаво-Рыбинской железной дороги, при участии Н. С. Островского, М. А. Согайло и других; интерьеры — совместно с С. И. Минашем (1900—1904, Санкт-Петербург, Загородный проспект, 52);
- Здания товарной станции Московско-Виндавско-Рыбинской железной дороги, совместно с С. И. Минашем, Н. С. Островским (1902—1904, Санкт-Петербург, Лиговский проспект, 242);
- Станционный павильон платформы Покровское-Стрешнево Московско-Виндавской железной дороги (1907—1908, Москва), частично разрушен.

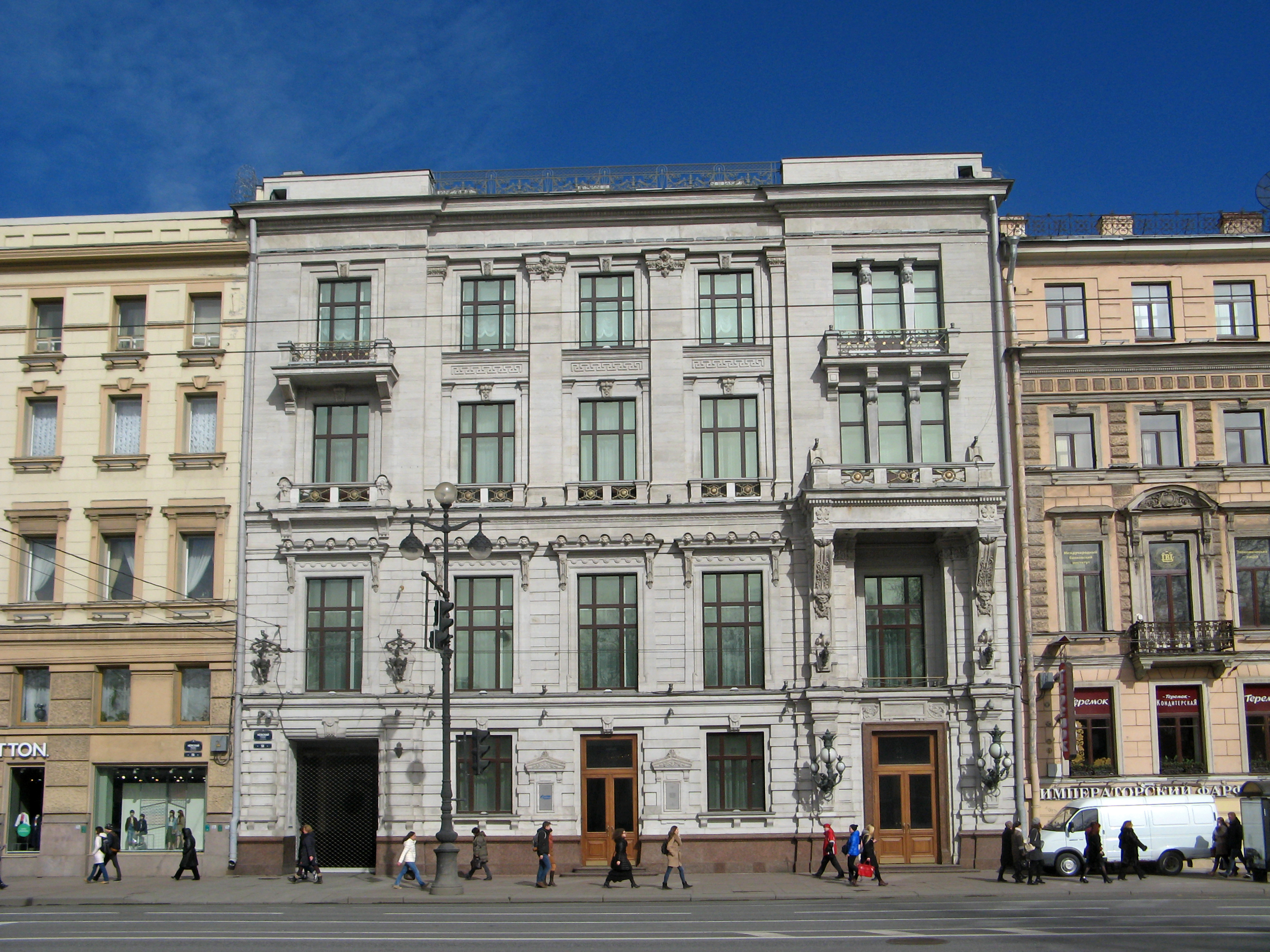
Здание Международного коммерческого банка, Невский проспект, 58 (1896-1898)
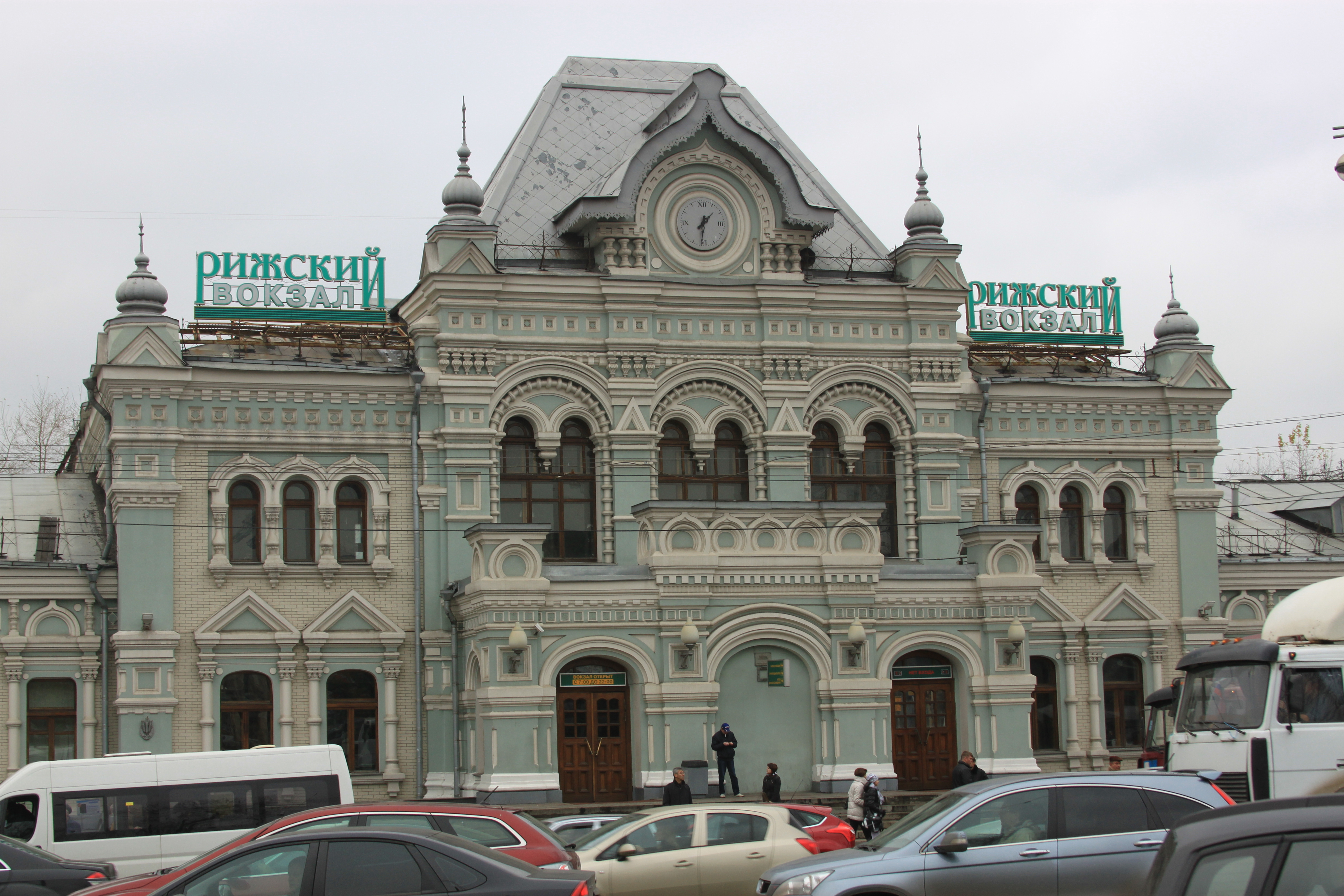
Виндавский (Рижский) вокзал в Москве (1902)
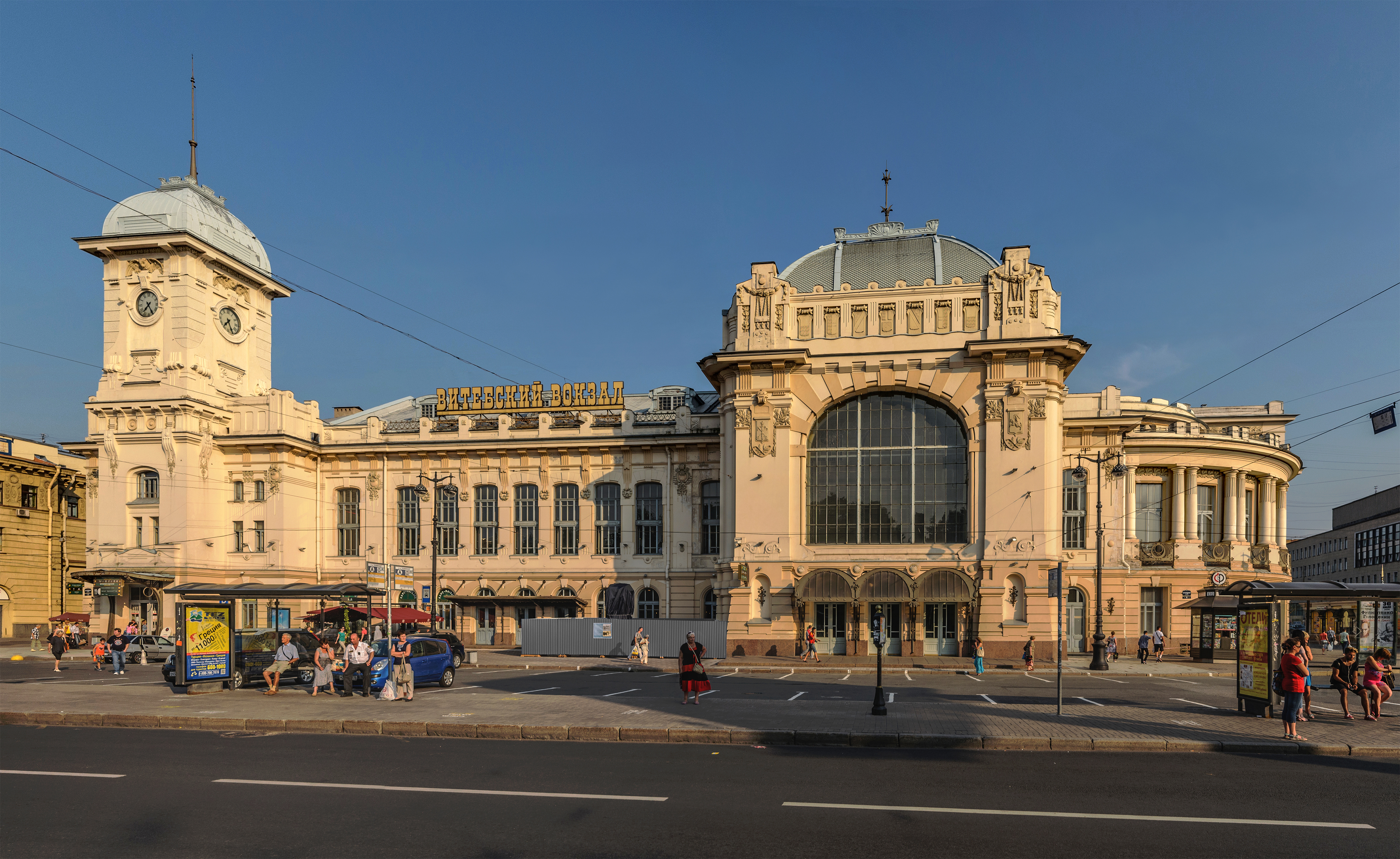
Витебский вокзал в Санкт-Петербурге (1900—1904)